# مارکت ایندرسدورف
مارکت ایندرسدورف (انگلیسی: Markt Indersdorf) شهری در ناحیه داخاو در باواریای آلمان است.